# Arovane
Arovane est un producteur allemand de musique électronique.

## Biographie
Zahn naît à Hamelin en 1965. Il commence à expérimenter avec des morceaux rudimentaires et aux claviers à l'âge de 15 ans. Au fil des ans, il continue à expérimenter et à développer son son, apprenant même à jouer de la clarinette à un moment donné. À la fin des années 1980, il commence à s'intéresser aux synthétiseurs et au turntablism, ainsi qu'à la déconstruction des rythmes hip-hop. En 1989, Zahn commence à créer de la musique avec un collectif de musiciens de musique électronique à Munich. Ce collectif, connu sous le nom de S.A.M., se consacre à la création de musique électronique improvisée, libre et en direct, et opère en Allemagne.
En 1991, Zahn construit son propre studio à Berlin. Les travaux réalisés à cette époque peuvent être comparés à un son influencé par le breakbeat. Tout au long des années 1990, Zahn vit à Berlin et continue à créer de la musique électronique. Après avoir travaillé pour une station de radio, il attire l'attention du label de musique électronique Din. À la fin des années 1990, il sort ses deux premiers albums, Atol Scrap pour Din Records et Tides pour CCO Records, qui lui valent une certaine notoriété et des acclamations, principalement en Allemagne, puis dans le monde entier, sur la scène IDM, de l'ambient et de la musique électronique. Un certain nombre de compilations et de collaborations voient également le jour à cette époque.
Tides, sorti en 2000, figure dans la liste des 50 meilleurs albums IDM de tous les temps de Pitchfork. En 2004, l'album Lilies de Zahn sort. Après Lilies, la production musicale de Zahn connait une interruption de neuf ans qui se termine en 2013 avec la sortie de Ve Palor sur le label n5MD,. En 2018, Uwe est interviewé par le webzine Data.Wave.

## Discographie

### Albums studio
- 2000 : Atol Scrap
- 2000 : Tides
- 2001 : AER (Valid) (split album avec Phonem)
- 2002 : Icol Diston (compilation des EP Arovane, Icol Diston et AMX)
- 2004 : Lilies
- 2013 : Ve Palor
- 2015 : Eleeve
- 2015 : Lyid Skor
- 2015 : Resonance (avec Porya Hatami)
- 2015 : In-between (avec Hior Chronik)
- 2016 : Kaziwa (avec Porya Hatami)
- 2017 : Into My Own (avec Hior Chronik)
- 2017 : Organism (avec Porya Hatami)
- 2018 : Organism_evolution (avec Porya Hatami)
- 2019 : C.H.R.O.N.O.S. (avec Porya Hatami)
- 2019 : Aeon (Eilean 55) (avec Mike Lazarev)
- 2020 : Gestalt
- 2021 : Wirkung
- 2021 : Reihen

### Singles et EP
- 1998 : I.O. (12")
- 1998 : Icol Diston (12")
- 1999 : AMX (12")
- 1999 : Occer / Silicad (7")
- 1999 : Plnt (12")
- 2000 : Arovane und Christian Kleine (7", split-EP avec Christian Kleine)
- 2000 : Heofonrice (12", en tant que Nedjev)
- 2001 : Amoe / Cane (12", en tant que Nedjev)
- 2002 : Cycliph (12")
- 2003 : Minth / Neel (7")
- 2015 : Aarlenpeers (10")
- 2016 : Modul EP (12")
- 2017 : Modul 2 EP (nur digital)
- 2018 : Refractive (Index) (avec Synkro ; 12" + numérique)